# Ulica Adama Chmielowskiego w Krakowie
Ulica Adama Chmielowskiego – ulica w Krakowie, w dzielnicy I Stare Miasto, na Kazimierzu, w zakolu Wisły.
W średniowieczu tereny obecnej ulicy Chmielowskiego znajdowały się w bezpośrednim sąsiedztwie murów miejskich Kazimierza. Po ich wyburzeniu rozpoczęto zabudowywanie okolicy.
Ulica została wytyczona w latach 20. XX wieku. Do lat 70. XX wieku była boczną ulicą, najpierw „Skawińską Boczną” następnie „M. Fornalskiej Boczną”. W latach 1970–1972 nosiła nazwę Uczniowska. Obecna nazwa obowiązuje od 1972 r. Upamiętnia ona Brata Alberta Chmielowskiego – malarza, zakonnika, założyciela Zgromadzenia Braci Posługujących Ubogim.
Budynki przy ul. Chmielowskiego:
- ul. A. Chmielowskiego 1 – Szkoła Podstawowa nr 22 w Krakowie wraz z boiskami sportowymi do piłki nożnej i koszykówki, a także Poradnia Pedagogiczno-Psychologiczna nr 1 w Krakowie.
- ul. A. Chmielowskiego 2 (ul. H. Wietora 12) – Kamienica „Na Birnbaumówce”, projektował Jan Rzymkowski, 1929.
- ul. A. Chmielowskiego 6 – modernistyczna kamienica zbudowana w latach 1937–1939 według projektu Edwarda Kreislera i Jakuba Spiry jako Dom Stowarzyszenia Ochrony Starców Żydowskich Asyfas Skeinim, obecnie znajduje się w nim Zespół Placówek Opiekuńczo-Wychowawczych nr 2

Od 2013 r. w Krakowie znajduje się także druga ulica pod patronatem Adama Chmielowskiego – jest to ulica o nazwie Świętego Brata Alberta leżąca w dzielnicy Łagiewniki-Borek Fałęcki.

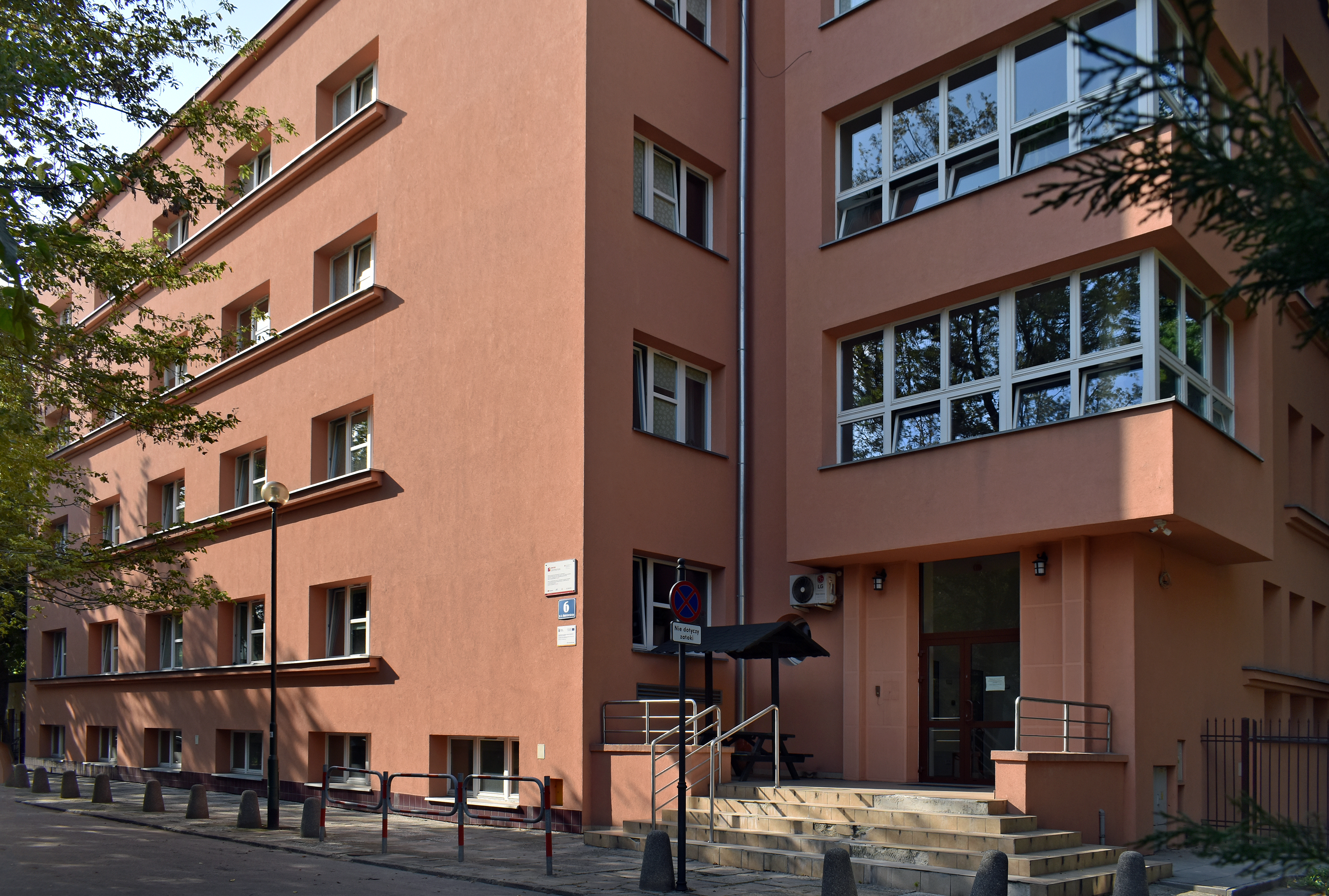
Dawny Dom Stowarzyszenia Ochrony Starców Żydowskich „Asyfas Skeinim ” ul. Chmielowskiego 6

## Źródła
- Barbara Zbroja Leksykon architektów i budowniczych pochodzenia żydowskiego w Krakowie w latach 1868-1939, Wydawnictwo Wysoki Zamek, Kraków 2023, ISBN 978-83-966500-2-3
- Elżbieta Supranowicz Nazwy ulic Krakowa, Wydawnictwo Instytutu Języka Polskiego PAN, Kraków 1995, ISBN 83-85579-48-6